# Grand Prix de Fourmies
Grand Prix de Fourmies – jednodniowy wyścig kolarski rozgrywany corocznie od 1928 na trasie wokół francuskiej miejscowości Fourmies. 
Wyścig odbył się po raz pierwszy w roku 1928 i organizowany jest co rok, z przerwą w latach 1940, 1942, 1944, 1945, 1966 i 2019. Organizowany jest w formule jednodniowej, jednak kilkukrotnie (w latach 30., 60. i 70.) przeprowadzony został w wersji dwuetapowej.

## Zwycięzcy
Opracowano na podstawie:
| Rok  | Pierwsze                | Drugie                  | Trzecie                   |
| ---- | ----------------------- | ----------------------- | ------------------------- |
| 1928 | Albert Barthélémy       | Achille Bauwens         | Maurice Denamur           |
| 1929 | Albert Barthélémy       | Joseph Vanderhaegen     | Rémi Decroix              |
| 1930 | Albert Barthélémy       | Rémy Verschaetse        | Marcel Muffat             |
| 1931 | André Vanderdonckt      | Joseph Vanderhaegen     | Albert Barthélémy         |
| 1932 | Georges Christiaens     | Albert Barthélémy       | Gustave Beckaert          |
| 1933 | François Mintkiewicz    | Fernand Lemay           | Kamiel Vermassen          |
| 1934 | Maurice Leleux          | Marcel Duquenne         | Émile Joly                |
| 1935 | Éloi Meulenberg         | Raymond Debruyckere     | Robert Wierinckx          |
| 1936 | Léon Lebon              | Emile Bribosia          | Odilon Mewis              |
| 1937 | Gabriel Dubois          | Albert Perikel          | Paul Botquint             |
| 1938 | Gabriel Dubois          | André Denhez            | Georges Hubatz            |
| 1939 | Emile Laplanche         | Wadislas Albrechlinsky  | Bruno Gaspérini           |
| 1941 | Maurice De Muer         | Marcel Delfosse         | Raymond Debruyckere       |
| 1943 | Camille Blanckaert      | Jules Carion            | Louis Déprez              |
| 1946 | René Lafosse            | Eloi Vantighem          | Georges Blum              |
| 1947 | Fernand Patté           | Camille Blanckaert      | Fernand Delvallée         |
| 1948 | Georges Hubatz          | Yvon Hayez              | Edward Klabiński          |
| 1949 | Eugène Dupuis           | Francis Delepière       | Yvon Hayez                |
| 1950 | Edward Klabiński        | Lucien Maelfait         | Roger Sannier             |
| 1951 | Francis Delepière       | Cyriel Maes             | Julien Conan              |
| 1952 | Michel Vuylsteke        | César Marcelak          | Louis Déprez              |
| 1953 | Gilbert Pertry          | Gilbert Scodeller       | Pierre Pardoën            |
| 1954 | Serge Mménéghétti       | Stanislas Gnoinski      | Hubert Colas              |
| 1955 | Pierre Pardoën          | Elio Gerussi            | Paul Taedelman            |
| 1956 | Elio Gerussi            | Pierre Pardoën          | Jean-Claude Annaert       |
| 1957 | Jean Stablinski         | Narcisio Carrara        | Georges Dufranne          |
| 1958 | Pierre Machiels         | Jean Pasinetti          | Jean Dacquay              |
| 1959 | André Noyelle           | Camille Le Menn         | Albert Bouvet             |
| 1960 | Michel Vermeulin        | Maurice Munter          | Raymond Poulidor          |
| 1961 | Joseph Wasko            | Édouard Delberghe       | Camille Le Menn           |
| 1962 | Guy Ignolin             | Gérard Thiélin          | Alfons Hellemans          |
| 1963 | Benoni Beheyt           | Norbert Coreelman       | Jean-Pierre Van Haverbeke |
| 1964 | Frans Melckenbeeck      | Lode Troonbeeckx        | Jo de Roo                 |
| 1965 | Georges Van Coningsloo  | Willy Bocklant          | Roger Swerts              |
| 1967 | Willy Van Neste         | Jos Huysmans            | Willy Monty               |
| 1968 | Gerben Karstens         | Willy Bocklant          | Roger Rosiers             |
| 1969 | Ronald De Witte         | Jan Krekels             | Harry Steevens            |
| 1970 | Noël Vantyghem          | Leif Mortensen          | Frans Verbeeck            |
| 1971 | Barry Hoban             | Herman Beysens          | Gilbert Bellone           |
| 1972 | René Pijnen             | Leif Mortensen          | Noël Vantyghem            |
| 1973 | Eddy Merckx             | Joop Zoetemelk          | Joseph Bruyère            |
| 1974 | Willy Teirlinck         | Christian De Buysschere | Georges Talbourdet        |
| 1975 | Dietrich Thurau         | Ludo Peeters            | Walter Planckaert         |
| 1976 | Jean-Luc Vandenbroucke  | Dietrich Thurau         | Patrick Béon              |
| 1977 | Jean-Luc Vandenbroucke  | Raphaël Constant        | André Chalmel             |
| 1978 | Yves Hézard             | Daniel Gisiger          | Jean Chassang             |
| 1979 | Jean-Luc Vandenbroucke  | Etienne Van der Helst   | Jean-René Bernaudeau      |
| 1980 | Jacques Bossis          | Gery Verlinden          | Etienne Van der Helst     |
| 1981 | Jozef Lieckens          | Régis Clère             | Francis Castaing          |
| 1982 | Rudy Matthijs           | Paul Haghedooren        | Jan Wijnants              |
| 1983 | Gilbert Duclos-Lassalle | Kim Andersen            | Ferdi Van Den Haute       |
| 1984 | Ferdi Van Den Haute     | Pierre Bazzo            | Laurent Fignon            |
| 1985 | Jean Habets             | Leo van Vliet           | Gilbert Duclos-Lassalle   |
| 1986 | Jozef Lieckens          | Gert-Jan Theunisse      | Jean-Marie Wampers        |
| 1987 | Adrie van der Poel      | Jozef Lieckens          | Eric Van Lancker          |
| 1988 | Edwin Bafcop            | Sean Kelly              | Dirk Demol                |
| 1989 | Martial Gayant          | Jean-François Brasseur  | Hendrik Redant            |
| 1990 | Frans Maassen           | Søren Lilholt           | Mauro Gianetti            |
| 1991 | Vincent Lacressonnière  | Jean-Claude Colotti     | Nico Verhoeven            |
| 1992 | Olaf Ludwig             | Stéphane Hennebert      | Mauro Gianetti            |
| 1993 | Maximilian Sciandri     | Dmitrij Żdanow          | Laurent Madouas           |
| 1994 | Andrea Tafi             | Gianluca Bortolami      | Gianluca Gorini           |
| 1995 | Maximilian Sciandri     | Frank Vandenbroucke     | Rolf Sørensen             |
| 1996 | Michele Bartoli         | Frank Vandenbroucke     | Claudio Chiappucci        |
| 1997 | Andrea Tafi             | Gianluca Bortolami      | Michele Bartoli           |
| 1998 | Luca Mazzanti           | Anthony Langella        | Oscar Pelliccioli         |
| 1999 | Dmitrij Konyszew        | Maximilian Sciandri     | Dave Bruylandts           |
| 2000 | Andrej Hauptman         | Andrea Ferrigato        | Bo Hamburger              |
| 2001 | Scott Sunderland        | Fred Rodriguez          | Jens Voigt                |
| 2002 | Gianluca Bortolami      | Laurent Jalabert        | Cédric Vasseur            |
| 2003 | Baden Cooke             | Daniele Nardello        | Fabian Wegmann            |
| 2004 | Andriej Kaszeczkin      | Dmitrij Fofonow         | Thor Hushovd              |
| 2005 | Robbie McEwen           | Stefan van Dijk         | Jean-Patrick Nazon        |
| 2006 | Philippe Gilbert        | Adrián Palomares        | Michael Albasini          |
| 2007 | Peter Velits            | Daniele Nardello        | Baden Cooke               |
| 2008 | Giovanni Visconti       | Stéphane Goubert        | Fabio Sacchi              |
| 2009 | Romain Feillu           | Manuel Belletti         | Jauhienij Hutarowicz      |
| 2010 | Romain Feillu           | Davide Appollonio       | Kenny Dehaes              |
| 2011 | Guillaume Blot          | Alexander Kristoff      | Stefan van Dijk           |
| 2012 | Lars Bak                | Alexander Kristoff      | Marcel Kittel             |
| 2013 | Nacer Bouhanni          | André Greipel           | Bryan Coquard             |
| 2014 | Jonas Van Genechten     | Tom Van Asbroeck        | Elia Viviani              |
| 2015 | Fabio Felline           | Tom Boonen              | Nacer Bouhanni            |
| 2016 | Marcel Kittel           | Nacer Bouhanni          | Bryan Coquard             |
| 2017 | Nacer Bouhanni          | Marc Sarreau            | Rüdiger Selig             |
| 2018 | Pascal Ackermann        | Arnaud Démare           | Álvaro Hodeg              |
| 2019 | Pascal Ackermann        | Jasper Philipsen        | Boy van Poppel            |
| 2021 | Elia Viviani            | Pascal Ackermann        | Fernando Gaviria          |
| 2022 | Caleb Ewan              | Dylan Groenewegen       | Amaury Capiot             |
| 2023 | Tim Merlier             | Gerben Thijssen         | Matteo Moschetti          |
| 2024 | Arvid de Kleijn         | Gerben Thijssen         | Søren Wærenskjold         |
| 2025 |                         |                         |                           |